# Pánská jízda (film, 2004)
Pánská jízda je český film z roku 2004. U kritiky nepříliš úspěšný.
Otec Viktor a jeho syn Petr, neméně úspěšný a nadějný student se po smrti ženy a matky musejí sami vypořádat se životem.